# Indien i olympiska sommarspelen 1992
Indien deltog i de olympiska sommarspelen 1992 med en trupp, men ingen av landets deltagare erövrade någon medalj.

## Boxning
Lätt flugvikt
- Rajendra Prasad
  - Första omgången – Besegrade Andrzej Rżany (POL), 12:6
  - Andra omgången – Förlorade mot Roel Velasco (PHI), 6:15

## Bågskytte
Herrarnas individuella
- Limba Ram — Sextondelsfinal (→ 23:e plats), 0-1
- Lalremsanga Chhangte — Rankningsomgång (→ 53:e plats), 0-0
- Dhulchand Damor — Rankningsomgång (→ 66:e plats), 0-0

Herrarnas lagtävling
- Ram, Chhangte och Damor — Åttondelsfinal (→ 16:e plats), 0-1

## Friidrott
Herrarnas 5 000 meter
- Bahadur Prasad
  - Heat — 13:50,71 (→ gick inte vidare)

Herrarnas 100 meter
- Abraham Yohan George
  - Heat — 10,01 (→ gick inte vidare)

Damernas 800 meter
- Shiny Wilson
  - Heat — 2:01,90 (→ gick inte vidare)

## Landhockey
Herrar
Gruppspel
| Lag            | P | W | D | L | GF | GA | GD  | Poäng |
| -------------- | - | - | - | - | -- | -- | --- | ----- |
| Australien     | 5 | 4 | 1 | 0 | 20 | 2  | +18 | 9     |
| Tyskland       | 5 | 4 | 1 | 0 | 16 | 4  | +12 | 9     |
| Storbritannien | 5 | 3 | 0 | 2 | 7  | 10 | –3  | 6     |
| Indien         | 5 | 2 | 0 | 3 | 4  | 8  | –4  | 4     |
| Argentina      | 5 | 1 | 0 | 4 | 3  | 12 | –9  | 2     |
| Egypten        | 5 | 0 | 0 | 5 | 4  | 18 | –14 | 0     |

## Tennis
Herrsingel
- Leander Paes
  1. Första omgången — Förlorade mot Jaime Yzaga (Peru) 6-1, 6-7, 0-6, 0-6
- Ramesh Krishnan
  1. Första omgången — Förlorade mot Jim Courier (USA) 2-6, 6-4, 1-6, 4-6

Herrdubbel
- Leander Paes och Ramesh Krishnan
  1. Första omgången — Besegrade Iztok Božič och Blaž Trupej (Slovenien) 6-3, 6-2, 6-2
  2. Andra omgången — Besegrade John Fitzgerald och Todd Woodbridge (Australien) 6-4, 7-5, 4-6, 6-1
  3. Kvartsfinal — Förlorade mot Goran Ivanišević och Goran Prpić (Kroatien) 6-7, 7-5, 4-6, 3-6